# Little Kingshill
Little Kingshill es una localidad situada en la parroquia civil de Little Missenden, en Buckinghamshire, Inglaterra (Reino Unido). Según el censo de 2021, tiene una población de 1500 habitantes.
Está ubicada al norte de la región del Sudeste de Inglaterra, cerca de la frontera con las regiones del Este de Inglaterra y de Midlands del Este y de la ciudad de Milton Keynes, y al noroeste de Londres.